# Sirevåg (przystanek kolejowy)
Sirevåg – kolejowy przystanek osobowy w Sirevåg, w regionie Rogaland w Norwegii, jest oddalony od Stavanger o 60,6 km a od Oslo Sentralstasjon o 538,74 km. Leży na poziomie 13,9 m n.p.m.

## Ruch pasażerski
Należy do linii Sørlandsbanen. Jest elementem Jærbanen - kolei aglomeracyjnej w Stavanger i obsługuje lokalny ruch między Stavanger, Sandnes i Egersund. Pociągi odjeżdżają co pół godziny do Sirevåg i co godzinę do Egersund. 

## Obsługa pasażerów
Wiata, parking na 10 miejsc, parking rowerowy. Odprawa podróżnych odbywa się w pociągu.